# افتخار (ترانه کامن و جان لجند)
افتخار (انگلیسی: Glory) ترانه‌ای از جان لجند و کامن است که در هشتاد و هفتمین دوره جوایز اسکار برنده جایزه اسکار بهترین ترانه برای فیلم سلما شد.
متن این ترانه در ستایش عدالت و آزادی است و در دل خود شیرینی و خوشحالی پس از پیروزی را القا می کند. زنان و مردانی که برای عدالت و آزادی می میرند و اسطوره می شوند تا پیروزی به دست آید. 